# Metopoceras albarracina
Metopoceras albarracina är en fjärilsart som beskrevs av George Francis Hampson 1918. Metopoceras albarracina ingår i släktet Metopoceras och familjen nattflyn. Inga underarter finns listade i Catalogue of Life.